# Rational Software Modeler
Rational Software Modeler est un ancien logiciel de conception propriétaire d’IBM. Construit sur le framework open source Eclipse, il était est utilisé pour la modélisation visuelle et le développement guidé par les modèles pour créer des applications ou/et des services Web.
Lancé en octobre 2004, il n'est plus supporté depuis 2015.